# Asthenes wyatti
Asthenes wyatti là một loài chim trong họ Furnariidae.

## Hình ảnh

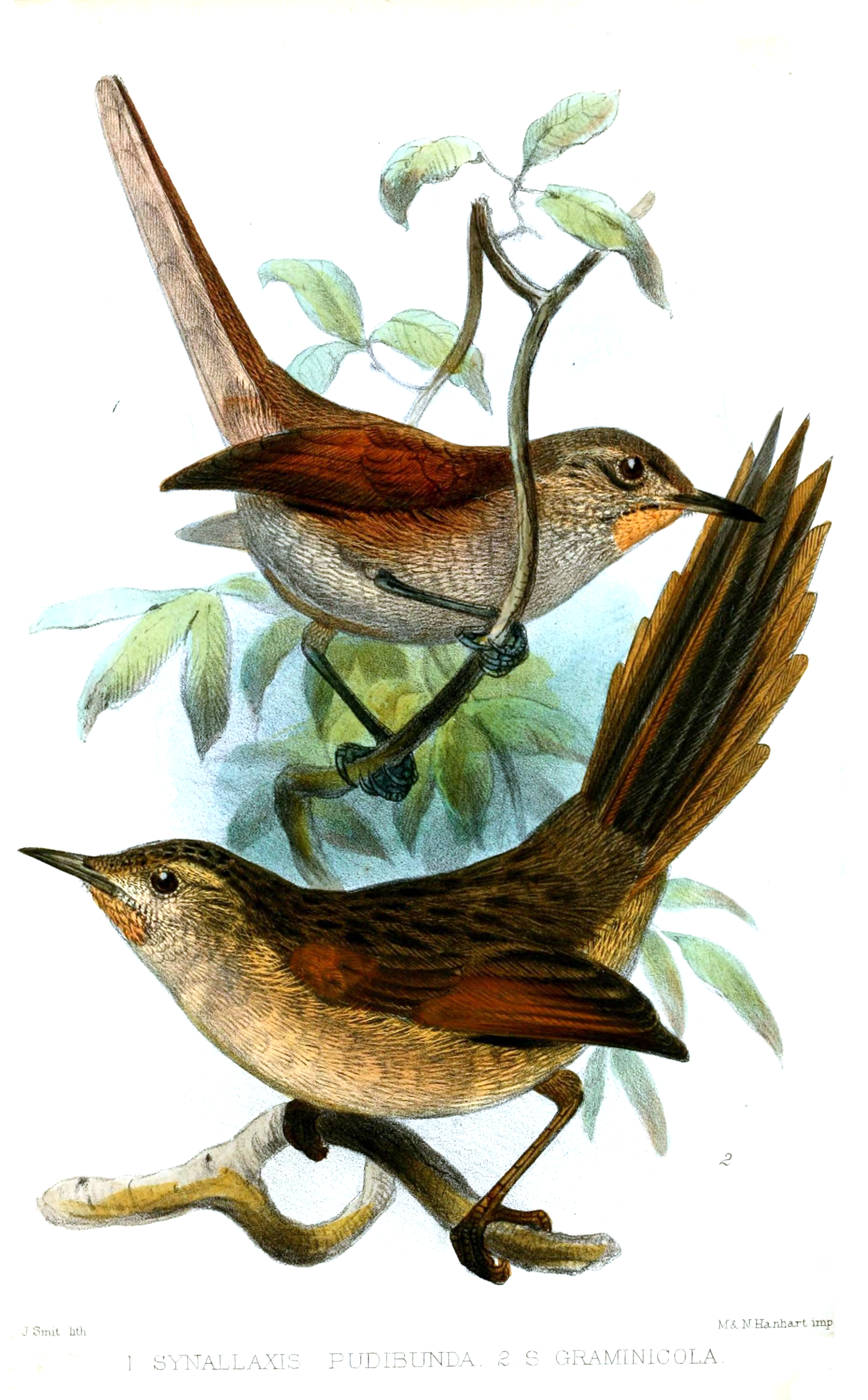
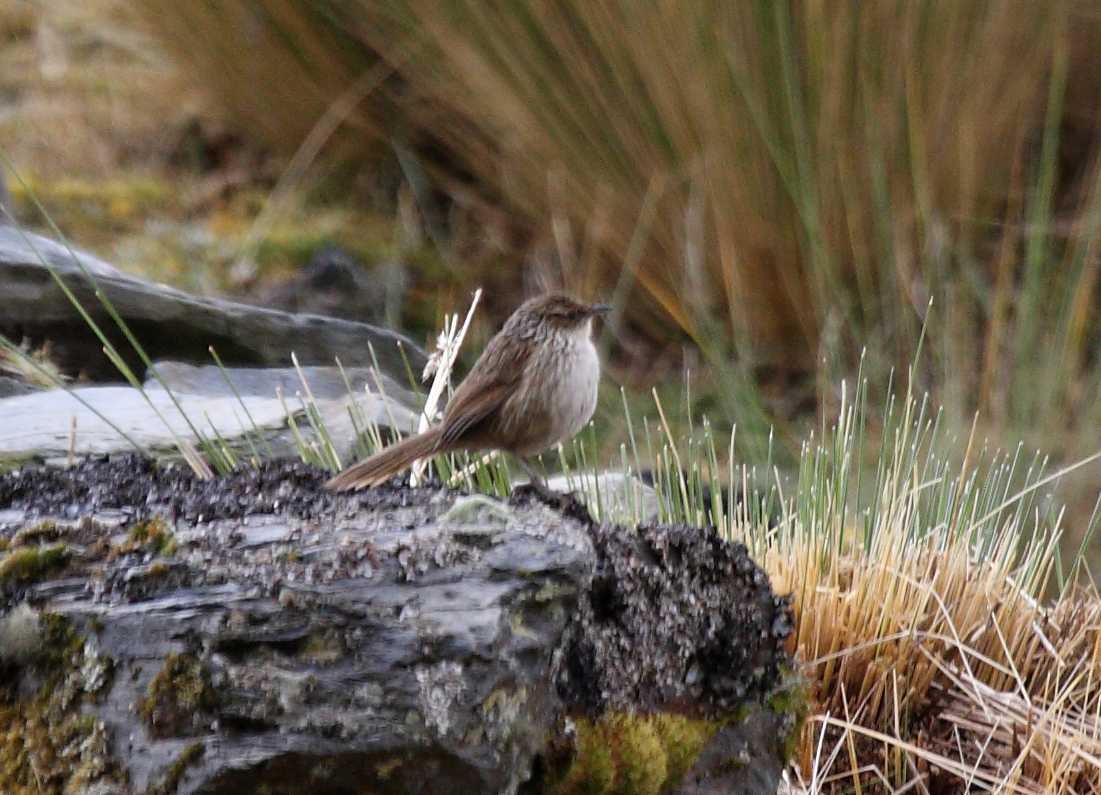